# Belpberg (Berg)
Der Belpberg ist ein isolierter Höhenrücken im Aaretal zwischen Bern und Thun in der Schweiz. Der Höhenrücken weist eine Breite von 2 bis 4 km sowie eine Länge von rund 11 km auf, erreicht auf dem Chutzen mit 892,5 m ü. M. seinen höchsten Punkt und ragt damit bis zu 370 Meter aus den umliegenden Talebenen auf. Eingegrenzt wird der Belpberg im Westen durch die Talebene der Gürbe, im Osten durch das breite Aaretal und im Norden durch das Belpmoos, die Stelle, an der das Gürbetal ins Aaretal mündet. Die südliche Begrenzung bildet eine Talfurche bei Seftigen. Bis 2011 lag er in der Gemeinde Belpberg, die sich dann mit Belp zusammenschloss.

## Geschichte
Die Besiedlung des Belpberges erfolgte vergleichsweise früh, vor dem Jahr 1000, weil die umliegenden Talebenen häufig von Überschwemmungen heimgesucht wurden. 
Auf dem Chutzen stand, wie auch auf dem Gurten und dem Bantiger, seit der frühen Neuzeit eine wichtige Hochwacht des alten Bern.

## Geologie
Der Belpberg besteht aus Molassesandstein und Nagelfluh. Während der Eiszeiten war der Rücken stets vollständig vom Eis des Aaregletschers bedeckt. Die Geomorphologie des Berges ist deshalb glazial überprägt. Auf dem Kamm und an den Hängen wurde Grundmoränenmaterial beziehungsweise Seitenmoränen während der verschiedenen Rückzugsstadien des Gletschers abgelagert.

## Geographie

Rechts der Aare der Belpberg aufgenommen von Walter Mittelholzer aus 2000 m (1934)

Der nördliche Teil des Höhenrückens, der Belpberg im engeren Sinne, ist als gewellte Hochfläche ausgebildet, die im Durchschnitt auf 800 m ü. M. liegt. Auf drei Seiten fällt diese Hochfläche steil gegen das Umland ab. Die Hänge sind meist dicht bewaldet und zeigen an einigen Stellen Sandsteinfelsen. Gegen Süden geht der Höhenrücken im Bereich der Gemeinde Gerzensee in ein deutlich niedrigeres Plateau über (600 bis  650 m ü. M.), auf dem auch der Gerzensee mit seinem Schilf- und Gebüschgürtel liegt. Dieser südliche Teil weist nur noch gegen das Gürbetal hin Steilhänge auf, während sich der Rücken gegen Osten sanft abdacht. Südlich von Kirchdorf (BE) beginnt auf diesem Plateau eine Längsmulde, die vom Limpach zur Aare hin entwässert wird.

## Nutzung

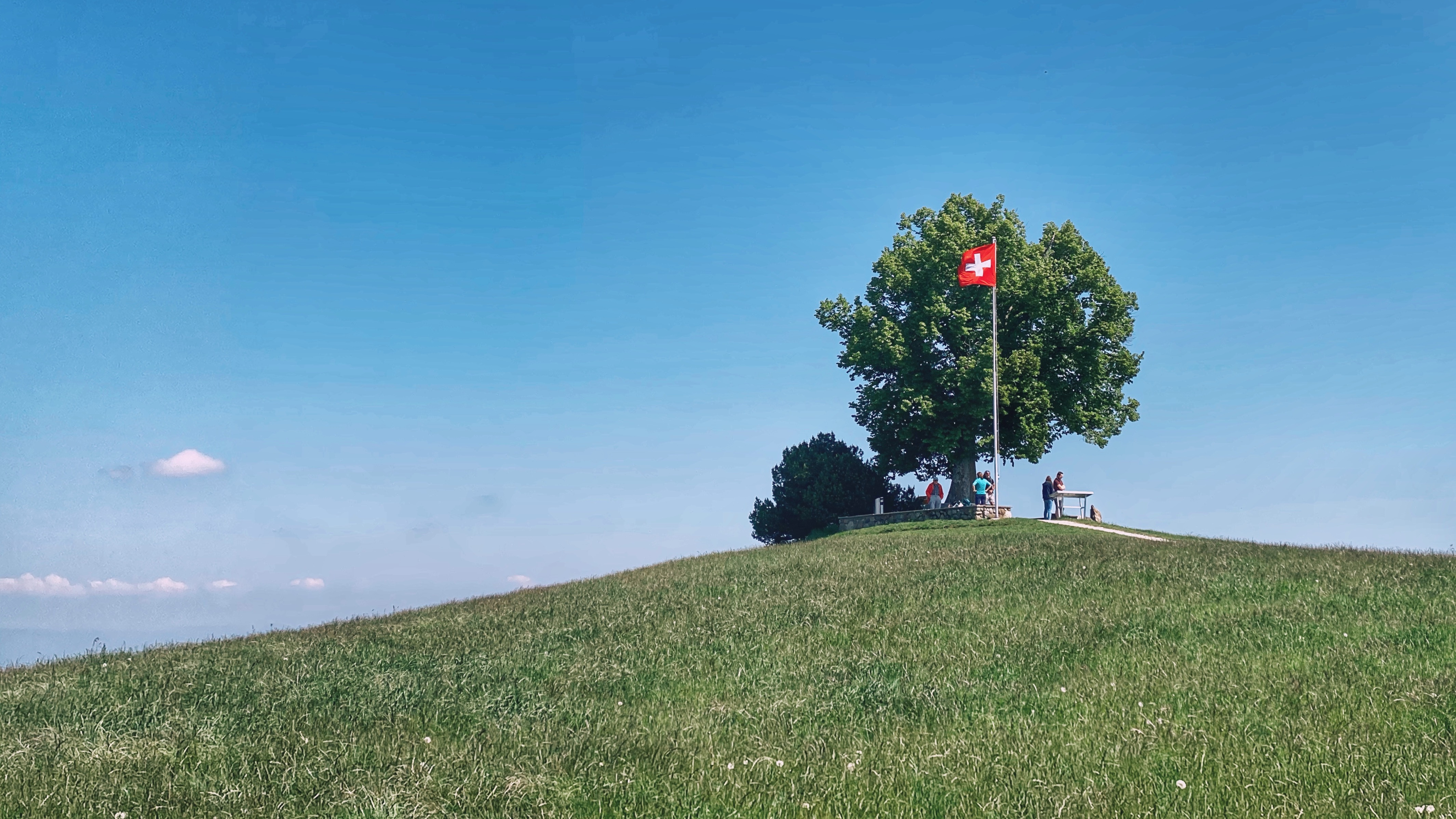
Der Gipfel des Belpberges, genannt Belpberg Chutze.

Die Hochfläche des Belpberges wird überwiegend landwirtschaftlich genutzt. Hier gibt es ausgedehntes Wies- und Weideland und Ackerflächen sowie zahlreiche Obstbäume. Die Bauern betreiben hauptsächlich Milchwirtschaft und Viehzucht, auf den fruchtbaren Böden auch Ackerbau. Der eigentliche Höhenrücken ist ein Streusiedlungsgebiet (Gemeinde Belpberg) mit weit verstreuten Weilern, Hofgruppen und Einzelhöfen. Auf dem südlichen Teil des Belpberges befinden sich die Haufendörfer Gerzensee und Kirchdorf (BE) sowie die Streusiedlungen von Mühledorf (BE), Gelterfingen, Noflen und Kienersrüti. 
Der Belpberg gilt als beliebtes Naherholungsgebiet von Bern und den grösseren Ortschaften des Aare- und Gürbetals. Vom Höhenrücken bietet sich eine gute Sicht auf die Berner Alpen.
Der Berner Berglaufcoup («Bärner Bärgloufcoup») wird auf dem Belpberg ausgetragen, die dritte Etappe ist ein 4,7 km langer Anstieg auf den Belpberg, wobei 350 Höhenmeter überwunden werden.

## Sehenswertes
Auf dem Chutzen, hinter einem Gebüsch versteckt ist ein Gedenkstein für John F. Kennedy und den Wunsch nach Freiheit. In Gedenken an den ungarischen Aufstand von 1956 wurde fünf Jahre danach ein Denkmal gesetzt. «In Ehren dem Andenken dem unvergesslichen Präsidenten der U.S.A. John F. Kennedy; Gewidmet 23. Okt. 1964, Vereinigung Pro Libertate.» 